# 필리핀의 세계유산

필리핀의 세계유산은 세계유산 위원회를 거쳐 유네스코 세계유산에 등재된 필리핀의 세계유산을 일컫는다. 필리핀은 1985년 9월 19일 유네스코 조약에 비준한 이래, 3건의 문화유산과, 3건의 자연유산을 보유하고 있다.

## 목록

### 문화유산
| No. | 사진                        | 등록명                    | 소재지                                      | 등록년도 | 등록기준      | 유네스코 지정번호 | 비고 |
| 1   | 미아가오 교회 파오파이 교회 | 필리핀의 바로크 양식 교회 | 마닐라 남일로코스주 북일로코스주 일로일로주 | 1993년   | (ⅱ), (ⅳ)      | 677               |      |
| 2   |                             | 코르딜레라스의 계단식 논  | 이푸가오주                                  | 1995년   | (ⅲ), (ⅳ), (ⅵ) | 722               |      |
| 3   |                             | 비간 역사 마을            | 남일로코스주                                | 1999년   | (ⅱ), (ⅳ)      | 502               |      |

### 자연유산
| No. | 사진 | 등록명                           | 소재지     | 등록년도      | 등록기준      | 유네스코 지정번호 | 비고 |
| 1   |      | 투바타하 산호초 자연공원         | 팔라완주   | 1993년 2009년 | (ⅶ), (ⅸ), (ⅹ) | 653               |      |
| 2   |      | 푸에르토프린세사 지하강 국립공원 | 팔라완주   | 1999년        | (ⅶ), (ⅹ)      | 652               |      |
| 3   |      | 하미구이탄산 야생생물 보호구역   | 동다바오주 | 2014년        | (ⅹ)           | 1403              |      |